# FOMO Show
De FOMO Show is een online videoserie van de KRO-NCRV die te zien is op het YouTube-kanaal van NPO 3. Daarnaast konden er enkele afleveringen vooruit worden gekeken op de NPO 3-site en zal het tiende seizoen middels langere afleveringen te zien zijn via NPO Start.

## Opzet
Het programma startte in 2021 en zal vanaf juli 2025 zijn tiende seizoen beleven. Het wordt gepresenteerd door Daan Boom, Jasper Demollin en Tobias Camman. Zij onderzoeken of je fomo moet hebben voor allerhande activiteiten (bijvoorbeeld een dag survivallen of een senioren fietsvakantie).
Een groot aantal afleveringen is opgenomen in Nederland, maar in seizoen 4 maakten de heren bijvoorbeeld een reis door de Balkan en in seizoen 7 waren ze in Thailand.
Het programma kenmerkt zich door veel joligheid en het nuttigen van alcoholische dranken zou ook als een vast onderdeel opgevat kunnen worden. Kenmerkend is het ook dat de cameraman bij het programma betrokken wordt. Zo ging cameraman Mathijs (uit de eerste seizoenen) ook uit de kleren in een aflevering op een naaktcamping en werd (huidig) cameraman Chris in een knalgeel Full Moon Party-shirt gehesen.
Boom, Demollin en Camman schieten zelf ook beelden met een kleinere camera.
In april 2025 werd bekend dat het tiende seizoen zich af zal spelen in de Verenigde Staten. Later werd ook bekend dat dit het laatste seizoen met Demollin erin zal zijn en mogelijk ook het laatste seizoen in deze opzet.

## Prijzen
In 2024 won het programma de Televizier-Ring Online-videoserie